# Brunon Gęstwicki
Brunon Gęstwicki, deutsch: Bruno Gestwicki, (* 2. Februar 1882 in Marienwerder, Provinz Westpreußen; † 8. Dezember 1969 in Toruń) war ein deutscher und polnischer Maler und Illustrator.
Gęstwicki verbrachte die ersten Jahre seines Lebens in seiner Geburtsstadt. Infolge eines Umzugs seiner Eltern lebte er ab 1886 in Thorn. Nach Abschluss der Schulausbildung studierte er an der Akademie der Künste in Berlin. Danach war er 1905–1919 als Zeichner in Berlin tätig und fertigte dabei unter anderem für die von Alexander Moszkowski gegründete Zeitschrift Lustige Blätter eine Vielzahl von Karikaturen. Daneben illustrierte er Bücher. Nach dem Ende des Ersten Weltkriegs kehrte er nach Thorn zurück und verlegte sich zunehmend auf die Porträtmalerei. Er blieb in seiner Heimat, auch nachdem sie zu Polen gekommen war.
Sein Bruder war der Maler Felix Paul Gestwicki, polnisch: Feliks Paweł Gęstwicki, (1884–1935).

## Werke
- Gustav Wied, Bruno Gestwicki, Mathilde Mann: Die Karlsbader Reise der leibhaftigen Bosheit. Verlag	Juncker, 1908.
- Henri Murger, B[runo] Gestwicki, Mario Spiro: Aus dem Leben der Bohême (= Bücher des Deutschen Hauses, Band 16). Buchverl. fürs Deutsche Haus, 1908.
- Fedor Michajlovič Dostoevskij, B[runo] Gestwicki, Frida Ichak: Der Doppelgänger (= Bücher des Deutschen Hauses, Band 74). Buchverlag fürs Deutsche Haus, 1909.
- Bruno Gestwicki, Robert L. Leonard: Die Dame von Poiret. Verlag der „Lustigen Blätter“, 1911.